# دينيس بروك
دينيس بروك (بالألمانية: Dennis Brock)‏ (ولد في 27 فبراير 1995) هو لاعب كرة قدم ألماني يلعب كلاعب وسط.

## روابط خارجية
- دينيس بروك على موقع قاعدة بيانات كرة القدم.إي يو (الإنجليزية)
- دينيس بروك على موقع Soccerway.com (الإنجليزية)
- دينيس بروك على موقع عالم كرة القدم.نت (الإنجليزية)